# Prionapteryx brevivittalis
Prionapteryx brevivittalis là một loài bướm đêm trong họ Crambidae.